# Parachirembia apicata
Parachirembia apicata is een insectensoort uit de familie Embiidae, die tot de orde webspinners (Embioptera) behoort. De soort komt voor in Nigeria.
Parachirembia apicata is voor het eerst wetenschappelijk beschreven door Silvestri in 1921.